# François de Malherbe

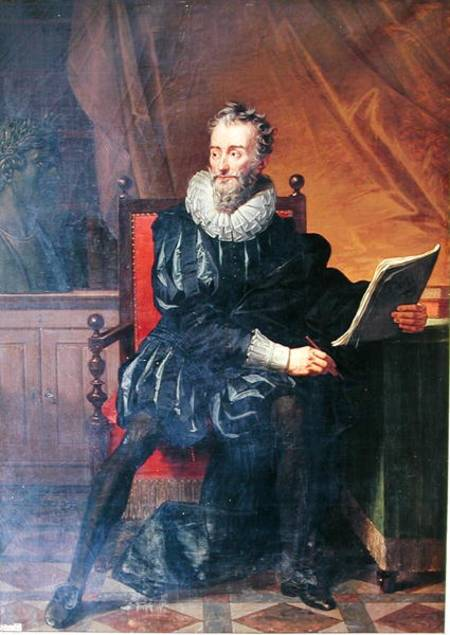
Porträtt av François de Malherbe av Robert Lefevre.

François de Malherbe, född 1555 i Caen, Frankrike, död 16 oktober 1628 i Paris, var en fransk poet och litteraturteoretiker som förespråkade strikta former, återhållsamhet och en ren diktion. Hans verk banade väg för franskklassicismen.

## Biografi
Malherbes första dikt att publiceras var Les Larmes de Saint Pierre 1587. I vänskapen med några advokater, filosofen Guillaume du Vaire och akademikern Nicolas-Claude Fabri de Peiresc utvecklades hans konst, som bland annat resulterade i ett ode till drottning Marie de Médicis som gjorde honom känd. Hos Henrik IV blev han hovpoet och fick bland andra Honorat de Bueil Racan och François Maynard som lärjungar.
Hans mest inflytelserika verk inkluderar bland annat översättningar av Seneca och Titus Livius, ett hundratal brev till Peiresc och kommentarer till Philippe Desportes verk. Hans egna poesi har dock förklarats tankefattig och repetitiv, även om de främsta dikterna uppvisar viss harmoni och styrka.
Den franska litteraturens exakthet och logiska reda är i mycket ett arv från Malherbe, likaså de fasta kraven på poesins metriska form. 